# Матяжов Василь Степанович
МАТЯЖОВ Василь Степанович (4.02.1927, с. Радіонівка Запорізької обл. — 15.11.2009, Львів) — професор, завідувач кафедри фізичного виховання і здоров’я з курсом лікувальної фізкультури і спортивної медицини (1979-91).

## Біографія
Закінчив педагогічний факультет Львівського інституту фізкультури (1951) (Львівського інституту фізичної культури та спорту).
Працював: викладач Бориславського педагогічного училища з фізичного виховання (1951-53); викладач (1953-73), доцент (1973-79) кафедри фізичного виховання і спорту Львівського політехнічного інституту (Національного університету "Львівська Політехніка"); завідувач кафедри фізичного виховання і здоров’я з курсом лікувальної фізкультури і спортивної медицини (1979-91), професор (1991-99) кафедри фізичного виховання і здоров’я з курсом лікувальної фізкультури і спортивної медицини Львівського медичного університету (Львівський національний медичний університет імені Данила Галицького).

## Науково-педагогічна діяльність
Кандидат біологічних наук (1972), доцент (1975), професор (1988).
Напрями наукових досліджень: проблеми спортивно-масової та оздоровчої роботи серед студентської молоді, зокрема, з використанням оздоровчих баз і таборів відпочинку.
Автор близько 80 наукових і навчально-методичних праць, серед них 2 монографії, підручник.

## Публікації
- Оздоровительно-спортивный лагерь и его роль в физическом воспитании и совершенствовании функционального состояния организма студентов. Львів, 1972;
- Оздоровительные базы и лагеря отдыха (брошура). Київ, Будівельник, 1979;
- Студенческий лагерь отдыха и спорта (монографія). Львів, Вища школа, 1980;
- Массовая физическая культура в ВУЗе (підручник). Москва, 1991 (співавт).